# Signe Bodorff
Signe Maria Charlotta Bodorff, född 13 maj 1883 i Hedvig Eleonora församling, död 23 april 1967, var en svensk översättare.
Hon var verksam som översättare, främst från italienska och franska, men även i mindre utsträckning från tyska och engelska, mellan 1930 och 1948. Hon var också Silvia Tomba behjälplig med Italiensk-svensk ordbok (Svenska bokförlaget, 1940).
Hon var dotter till lektor Johan Viktor Bodorff (1842–1892) och Hildur Morell.

## Översättningar (urval)
- Vicki Baum: Helene Willfüer, kemist (Stud. chem. Helene Willfüer) (Bonnier, 1930)
- Simonne Ratel: Tre av dem (Troi parmi les autres) (Bonnier, 1931)
- Georges Duhamel: De vilda djurens lustgård (Le jardin des bêtes sauvages) (Bonnier, 1934)
- Guglielmo Ferrero: Abessiniernas fånge (Sudore e sangue) (Bonnier, 1936)
- Massimo Bontempelli: Son av två mödrar (Il figlio di due madri) (Bonnier, 1939)
- Ettore Fabietti: Kejsar Augustus (Bonnier, 1941)
- Marguerite Duras: Stilla liv (La vie tranquille) (Wahlström & Widstrand, 1947)
- Charles Asselineau: En boksamlares helvete : skådat och beskrivet (L'enfer du bibliophile) (Wahlström & Widstrand, 1947)